# C-C-B オリジナル・カラオケ・パーフェクト
『C-C-B オリジナル・カラオケ・パーフェクト』は、1989年9月1日にリリースしたコンピレーション・アルバムである。C-C-Bのシングル全15枚のタイトル曲のカラオケ音源を収録。

## 収録曲
| #   | タイトル                       | 作詞     | 作曲     | 編曲                      |
| --- | ------------------------------ | -------- | -------- | ------------------------- |
| 1.  | 「Candy」                      | 児島由美 | 萩原健太 | 佐孝康夫、萩原健太、C-C-B |
| 2.  | 「瞳少女」                     | 秋元康   | 芹澤廣明 | 松井忠重・C-C-B           |
| 3.  | 「Romanticが止まらない」       | 松本隆   | 筒美京平 | 船山基紀、C-C-B           |
| 4.  | 「スクール・ガール」           | 松本隆   | 筒美京平 | 船山基紀、C-C-B           |
| 5.  | 「Lucky Chanceをもう一度」     | 松本隆   | 筒美京平 | 船山基紀、C-C-B           |
| 6.  | 「空想Kiss」                   | 松本隆   | 筒美京平 | 大谷和夫、C-C-B           |
| 7.  | 「元気なブロークン・ハート」   | 松本隆   | 筒美京平 | 大谷和夫、C-C-B           |
| 8.  | 「不自然な君が好き」           | 松本隆   | 関口誠人 | 大谷和夫、C-C-B           |
| 9.  | 「ないものねだりのI Want You」 | 松本隆   | 筒美京平 | 大谷和夫、C-C-B           |
| 10. | 「2 Much, I Love U.」          | 松本隆   | 筒美京平 | 大谷和夫、C-C-B           |
| 11. | 「原色したいね」               | 松本隆   | 渡辺英樹 | 大谷和夫、C-C-B           |
| 12. | 「抱きしめたい」               | 松本隆   | 筒美京平 | 大谷和夫、C-C-B           |
| 13. | 「恋文（ラブレター）」         | 松本隆   | 渡辺英樹 | 大谷和夫、C-C-B           |
| 14. | 「信じていれば」               | 渡辺英樹 | 米川英之 | 田口智治、米川英之        |
| 15. | 「Love Is Magic」              | 松本隆   | 筒美京平 | 田口智治                  |

## 楽曲解説
1. Candy
1stシングル。全農のヨーグルト「ヨープレイト」のCM曲。
2. 瞳少女
田口、米川が加入し5人体制となった際の2ndシングル(両A面シングル)。本曲機ロート製薬「なみだロート」のCM曲に採用される。
3. Romanticが止まらない
3rdシングル 松本隆、筒美京平、船山基紀が初めてC-C-Bに提供した楽曲。TBSドラマ『毎度おさわがせします』主題歌。
4. スクール・ガール
4thシングル。
5. Lucky Chanceをもう一度
5thシングル。紅白歌合戦に出場した際に演奏された楽曲。
6. 空想Kiss
6thシングル。C-C-Bのシングルの中では2番目に売り上げが多い楽曲。『毎度おさわがせします』（第2期）主題歌。
7. 元気なブロークン・ハート
7thシングル。バンドの長期休暇(冬休み)明けに出したシングルであり、カラフルだった髪を黒に統一した際の作品。
8. 不自然な君が好き
8thシングル。シングルでは初のメンバー制作楽曲。
9. ないものねだりのI Want You
9thシングル。C-C-Bのシングルで唯一オリコン1位を獲得した楽曲。「毎度おさわがせします」(第3シリーズ)主題歌。
10. 2 Much, I Love U.
10thシングル。関口誠人の脱退後、4人体制でスタートした最初のシングル。
11. 原色したいね
11thシングル。シングル2枚目のメンバー制作楽曲。松本隆のコンピレーション・アルバム「風街少年」にも収録されている。
12. 抱きしめたい
12thシングル。米川英之が初めてシングルでメイン・ボーカルを取った楽曲。
13. 恋文（ラブレター）
13thシングル。C-C-Bとしては初のバラード・シングル。
14. 信じていれば
14thシングル。カップリング曲も含め作詞、作曲、編曲全てメンバー制作のシングル。C-C-Bは『Romanticが止まらない』から『信じていれば』までの連続12曲がオリコントップ10入りした。
15. Love Is Magic
15thシングル。解散発表後に発売したメモリアル・シングルで、C-C-B名義でこのシングルのみオリコントップ10に入らなかったが、オリコン最高17位を獲得している。